# Кецин
Кецин (њем. Ketzin) град је у њемачкој савезној држави Бранденбург. Једно је од 26 општинских средишта округа Хафеланд. Према процјени из 2010. у граду је живјело 6.448 становника. Посједује регионалну шифру (AGS) 12063148.

## Географски и демографски подаци
Кецин се налази у савезној држави Бранденбург у округу Хафеланд. Град се налази на надморској висини од 32 метра. Површина општине износи 92,8 km². У самом граду је, према процјени из 2010. године, живјело 6.448 становника. Просјечна густина становништва износи 69 становника/km².